# K. Venkataraman
Krishnasamy Venkataraman (* 7. Juni 1901 in Madras; † 12. Mai 1981 in Pune) war ein indischer Chemiker. Er befasste sich vornehmlich mit Farbstoffen.

## Leben
Venkataraman studierte am Indian Institute of Science in Bangalore und ging nach England, wo er bei Robert Robinson promoviert wurde. Zurück in Indien lehrte er am Forman Christian College in Lahore, an der University of Bombay, an der er 1936 ordentlicher Professor für Chemische Technik wurde. Kurz nach dem Zweiten Weltkrieg informierte er sich in Deutschland über den Stand der Farbstoffindustrie. 1957 wurde er Direktor des National Chemical Laboratory in Poona. 
Nach ihm und Wilson Baker (1900–2002) ist die Baker-Venkataraman-Umlagerung (Synthese von 1,3-Diketon substituierten Phenolderivaten) benannt, eine Variante der Allan-Robinson-Reaktion.
1960 wurde er zum Mitglied der Leopoldina gewählt.
1961 wurde er mit dem Zivilorden Padma Bhushan ausgezeichnet.

## Schriften
als Herausgeber
- Chemistry of Synthetic Dyes. Academic Press, 1952 bis 1978 (8 Bände)